# Cephalogryllus belubulus
Cephalogryllus belubulus är en insektsart som beskrevs av Otte, D. och R.D. Alexander 1983. Cephalogryllus belubulus ingår i släktet Cephalogryllus och familjen syrsor. Inga underarter finns listade i Catalogue of Life.